# Antilhas Neerlandesas nos Jogos Olímpicos de Verão de 1968
As Antilhas Neerlandesas participaram dos Jogos Olímpicos de Verão de 1968 na Cidade do México, México.

## Resultados por Evento

### Esgrima
- Ivonne Witteveen
  - Florete feminino — Primeira rodada:6º lugar no Grupo B com 1 vitória e 4 derrotas (não avançou)

1. perdeu para ITA Antonella Ragno
2. derrotou HUN Lidia Sakovics
3. perdeu para FRA Marie Depetris
4. perdeu para GBR Janet Wardell
5. perdeu para POL Kamila Składanowska

- Myrna Anselma
  - Florete feminino — Primeira rodada:6º lugar no Grupo E com 1 vitória e 5 derrotas (não avançou)

1. perdeu para ROU Clara Stahl-lencic
2. perdeu para MEX Pilar Roldán
3. perdeu para URS Galina Gorokhova
4. perdeu para FRG Heidi Schmid
5. derrotou LUX Colette Flesch
6. perdeu para ARG Sylvia San Martín

- Jan Boutmy
  - Sabre masculino — Primeira rodada:6º lugar no Grupo E com 1 vitória e 5 derrotas (não avançou)

1. perdeu para FRA Claude Arabo
2. perdeu para HUN Tibor Pézsa
3. perdeu para FRG Paul Wischeidt
4. perdeu para POL Jozef Nowara
5. perdeu para CAN John Andru
6. derrotou ARG Juan Frecia

### Halterofilismo
- Rudy Monk
  - Peso Médio

1. Desenvolvimento: 132.5 kg
2. Arranco: 117.5 kg
3. Arremesso: 150.0 kg
4. Total: 400.0 kg (→ 16º lugar)

- Fortunato Rijna
  - Peso Pesado-ligeiro

1. Desenvolvimento: 142.5 kg
2. Arranco: 115.0 kg
3. Arremesso: 162.5 kg
4. Total: 420.0 kg (→ 17º lugar)